# فرانك كروز
فرانك كروز (بالإنجليزية: Frank Cruz)‏ هو مدير فني أمريكي، ولد في 1959.